# In the Mood
«In the Mood» («В настроении») — песня американского бендлидера Глена Миллера и его оркестра. Звучит в фильме «Серенада солнечной долины».
В 1983 году сингл Глена Миллера и его оркестра с этой песней (вышедший в 1939 году на лейбле Bluebird Records) был принят в Зал славы премии «Грэмми».